# Заулошнов, Александр Николаевич
Алекса́ндр Никола́евич Заулошнов (1883, село Золотое, Саратовская губерния — 24 февраля 1910, Саратов) — один из организаторов и активный участник восстания матросов на броненосце «Князь Потёмкин Таврический», участник севастопольского восстания.

## Биография
Родился в 1883 году в крестьянской семье селе Золотое, Саратовской губернии. Учился в Саратовском Александровском ремесленном училище. В 1904 году был призван на военную службу и зачислен учеником (помощником) машиниста на броненосец «Князь Потёмкин Таврический».
Весной 1905 года вместе с квартирмейстером Е. К. Резниченко написал письмо в Севастопольскую организацию РСДРП, в котором спрашивалось, не повредит ли делу революции восстание на «Потёмкине», которое намечалось поднять в ближайшее время. Уже после восстания это письмо было опубликовано в газете «Искра» (от 29 августа 1905 года).
В июне 1905 года Александр Заулошнов стал одним из организаторов и главных руководителей восстания моряков на броненосце. В ходе восстания принимал участие в аресте офицеров. В списках командования Черноморского флота и Департамента полиции числился как «главарь», «вожак», один из «зачинщиков и главных руководителей бунта». В период восстания вошёл в состав выбранной восставшими матросами судовой комиссии и принимал деятельное участие во всех последующих её распоряжениях, составлял прокламации от имени команды судна, которые впоследствии распространялись по Одессе, а на броненосце произносил речи с целью склонить команду к продолжению восстания. Участник демонстративных похорон артиллерийского квартирмейстера Г. Н. Вакуленчука. 16 июня 1905 года совместно с матросом К. Г. Савотченко и К. И. Фельдманом вёл переговоры с командованием Одесского военного округа, на которых предъявил властям ультиматум «о немедленном прибытии на броненосец командующего войсками, градоначальника, городского головы и представителей города» для «выслушивания требований команды».
23 июня 1905 года был арестован вместе с другими участниками восстания солдатами 52-го пехотного Виленского полка за попытку увести из феодосийского порта угольную баржу к броненосцу для пополнения запасов угля и продовольствия.
Содержался в Севастополе в одиночном помещении плавучей тюрьмы на судне «Прут». Во время следствия дал ряд письменных показаний, в которых объяснил своё участие в восстании несправедливостью существующих порядков, как на флоте, так и в стране в целом. Во время севастопольского восстания по приказу лейтенанта П. П. Шмидта был освобождён и перевезен на восставший крейсер «Очаков». Примкнул к команде «Очакова», участвовал в захвате броненосца «Пантелеймон» (бывший «Потёмкин»). После подавления севастопольского восстания был вновь арестован.
17 февраля 1906 года начался военно-морской суд. Вo время суда с показаниями о участии А. Н. Заулошнова в восстании на броненосце «Потёмкин» выступил 31 свидетель. 15 февраля 1906 года суд приговорил А. Заулошнова к смертной казни через повешение за попытку насильственного ниспровержения существующего в России государственного строя. Однако на основании царского указа от 21 октября 1905 года о смягчении наказаний за политические преступления, совершённые до издания манифеста 17 октября 1905 года, казнь была заменена 15-летней каторгой.
В марте 1906 года отдан под суд вторично — за участие в севастопольском восстании. В ночь с 25 на 26 мая 1906 года совершил побег из Севастопольского военно-морского госпиталя. В сентябре 1907 года был пойман и арестован.
Содержался в тюрьме Севастополя в одиночной камере, будучи закованным в кандалы. В 1908 году был переведён в Москву в Бутырскую тюрьму, где больше года содержался в тесной душной сырой камере на 25 человек закованным в кандалы, что сильно сказалось на его здоровье.
В августе 1909 года Заулошнов по ходатайству родителей решением Главного тюремного управления был переведён в губернскую тюрьму в Саратове. В Саратове ему был поставлен диагноз «туберкулёз лёгких в последней степени». Родители А. Н. Заулошнова неоднократно и безрезультатно обращались к саратовскому губернатору с прошением отпустить их смертельно больного сына на поруки, чтобы он мог умереть не в тюрьме, а дома. Скончался в тюрьме 24 февраля 1910 года, труп отдан родителям для похорон.

## Память

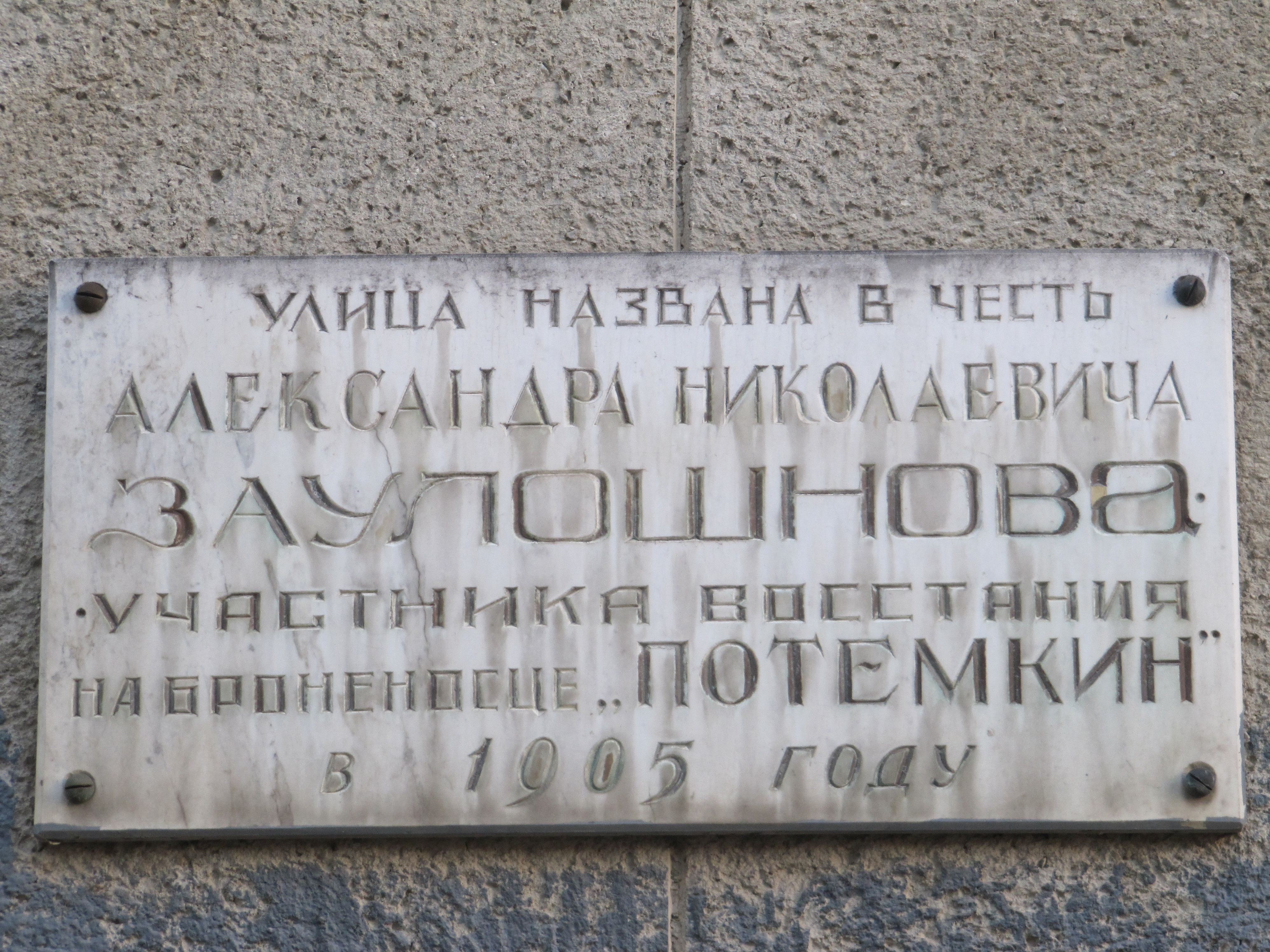
Улица Заулошнова А.Н. табличка

- В честь А. Заулошнова названа улица в Саратове[5][6].
- Именем «Александр Заулошнов» назван буксир Волжского пароходства (в настоящее время судно списано)[7][8].
- В вестибюле Саратовского индустриального техникума установлен бюст А. Н. Заулошнова[3].
- Скульптурный бюст А. Н. Заулошнова работы И. П. Трифонова (1970 г.) хранится в Красноармейском краеведческом музее[3].
- А. Н. Заулошнов — персонаж оперы О. С. Чишко «Броненосец „Потёмкин“»[1].